# 英韦·利耶贝里
英韦·利耶贝里（瑞典語：Yngve Liljeberg，1909年7月23日—1978年10月5日），瑞典男子冰球运动员，场上位置是前锋。他曾代表瑞典国家队参加1936年冬季奥林匹克运动会冰球比赛，获得第5名。